# فیبیگر (دهانه)
فیبیگر یک دهانه برخوردی در ماه‌ است.